# NGC 80
NGC 80 là một thiên hà dạng hạt đậu nằm trong chòm sao Tiên Nữ. Nó đang tương tác với NGC 47 và NGC 68 và là thiên hà cụm sáng nhất của nhóm NGC 80, một nhóm thiên hà được đặt theo tên của nó.